# مريدارو بالا
مريدارو بالا (بالفارسية: مریدارو بالا) هي قرية تقع في منطقة بولان في إيران. يقدر عدد سكانها بـ 179 نسمة بحسب إحصاء 2016.